# Дом-музей Сталина
Дом-музей Сталина — был музеем в Батуми, Грузия. Он посвящен памяти Иосифу Сталину, который принимал активное участие в социалистической агитации среди рабочих Батумского нефтеперерабатывающего завода в 1901—1902 годах. Музей закрыт в 2013 году из-за низкой посещаемости.